# Thomas de Clare
Thomas de Clare (né vers 1245 mort le 29 août 1287) membre de la famille de Clare qui devient seigneur de Thomond en 1276.

## Biographie
Thomas de Clare est un membre de la famille de Clare. Fils cadet de Richard de Clare, 6e comte de Gloucester, et de Mahaut de Lacy, frère de Gilbert de Clare le 7e comte, c'est un jeune noble sans terre et un ami intime d'Édouard Ier d'Angleterre. En janvier 1276, le roi l'investit de la « seigneurie de Thomond » en Irlande. Il s'agit d'un domaine à conquérir et à transformer en terre pacifiée du royaume.
Le royaume de Thomond depuis la mort du roi Conchobar Roe O' Brien en 1268 était le cadre d'une lutte de succession inexpiable entre deux clans rivaux. Le premier le « clan Briain » conduit par le fils cadet et successeur du roi, Brian Ruaidh Ó Briain et le second le « clan Turlough » avait à sa tête son neveu, Thoirdelbach mac Taigd Cael Uisce Ó Briain l'héritier du fils ainé prédécédé de Conchobar. C'est dans ce contexte que Thomas de Clare intervient pour la première fois dans le Thomond en s'alliant avec le clan Briain. Face aux forces de Brian Ruaidh et de Thomas de Clare, Toirdelbeach fait appel à l'allié traditionnel des Ó Briain : Guillaume de Bourg, dit le Gris et dont la famille avait obtenu des domaines dans le Connacht au début du XIIIe siècle. La guerre civile traditionnelle entre clans irlandais se doublait désormais d'un conflit entre deux familles anglo-normandes.
Une victoire de Toirdelbeach en 1277 oblige Brian à se réfugier dans la forteresse de Bunratty centre du pouvoir de Thomas de Clare. Ce dernier en profite pour faire exécuter son allié. Thomas de Clare se réconcilie rapidement avec le fils et successeurs de Brian, Donnchad mac Briain et reprend le combat contre Toirdelbeach. Thomas, soucieux de préserver ses propres intérêts réussit à se faire reconnaître par les deux partis comme « seigneur de Thomond ». Toutefois après la mort de Donnchad en 1284. Toirdelbach devient le chef incontesté des Ó Briain jusqu'à sa mort en 1306. Thomas de Clare qui avait tenté d'établir une forteresse à Quin en 1280 la voit détruite par les McNamara cinq ans plus tard. La même année il remporte un combat contre Toirdelbach mais il est finalement contraint de lui verser une rente annuelle de 121 livres pour la possession de son château de Bunratty. Ce qui n'empêche par Toirdelbeach après sa mort le 29 août 1287 de mettre à profit le jeune âge de ses héritiers pour assiéger Bunratty en 1298.

## Union et postérité
En février 1275, Thomas de Clare épouse Juliana FitzGerald, la fille âgée de 12 ans de Maurice FitzGerald, 3e seigneur d'Offaly et de Maud de Prendergast. Le couple qui partage son temps entre ses domaines anglais et irlandais a quatre enfants:
- Maud de Clare (1276–1327), qui épouse d'abord Robert de Clifford, 1er Baron de Clifford, dont postérité puis Robert de Welles, 2e Baron Welles.
- Gilbert de Clare, (né le 3 février 1281 mort en 1307, seigneur de Thomond (1287-1307)
- Richard de Clare, (né après 1281 mort le 10 mai 1318 1er seigneur de Clare et seigneur de Thomond.
- Marguerite de Clare (vers 1er avril 1287 – morte le 22 octobre 1333/3 janvier 1334), épouse en premières noces, Gilbert de Umfraville; et ensuite Bartholomew de Badlesmere, 1er Baron Badlesmere, dont postérité.

## Articles liés
- Brian Ruaidh Ó Briain
- Thoirdelbach mac Taigd Cael Uisce Ó Briain

## Sources
- (en) Cet article est partiellement ou en totalité issu de l’article de Wikipédia en anglais intitulé « Thomas de Clare, Lord of Thomond » (voir la liste des auteurs).
- Florence Bourgne, Leo M. Carruthers, Arlette Sancery Un espace colonial et ses avatars: naissance d'identités nationales, Angleterre, France, Irlande (Ve – XVe siècle) Presses Universitaires de la Sorbonne 2008  (ISBN 9782840505594) p. 83-84.
- (en) Goddard Henry Orpen (Introduction de Seán Duffy), Ireland under the Normands 1169-1333, vol. IV, Dublin, Four Courts Press (réédition), 2005, 633 p. (ISBN 9781846828188), p. 461-486 The Normands in Thomond